# Pieter Cornelisz van Slingelandt
Pieter Cornelisz. van Slingelandt (20 octobre 1640, Leyde – 7 novembre 1691, Leyde) est un peintre néerlandais du siècle d'or. Il est connu pour ses peintures de portraits.

## Biographie
Pieter Cornelisz. van Slingelandt est né le 20 octobre 1640 à Leyde aux Pays-Bas. Il étudie la peinture auprès du peintre Gérard Dou, également originaire de Leyde. Il est connu pour être un peintre très méticuleux et à la recherche de la perfection. Il lui arrive pour certains de ses portraits de passer plusieurs mois sur leur ouvrage.
Il meurt en 1691 à Leyde aux Pays-Bas.

## Œuvres
- Portrait d'un homme et d'une femme avec deux motifs de frise d'ornement, un motif de coquille et un motif illustrant le triomphe d'Amphitrite[1], Rijksmuseum Amsterdam.
- Portrait d'un homme avec une montre[2], Rijksmuseum Amsterdam.
- L'enfant à la souris, tableau interprété en gravure par Heinrich Guttenberg pour la Galerie des peintres flamands, hollandais et allemands de Jean-Baptiste Pierre Le Brun (Paris - Amsterdam, 3 volumes, 1792-1796).
- Femme avec cistre[3], Useum.